# Fonds du patrimoine

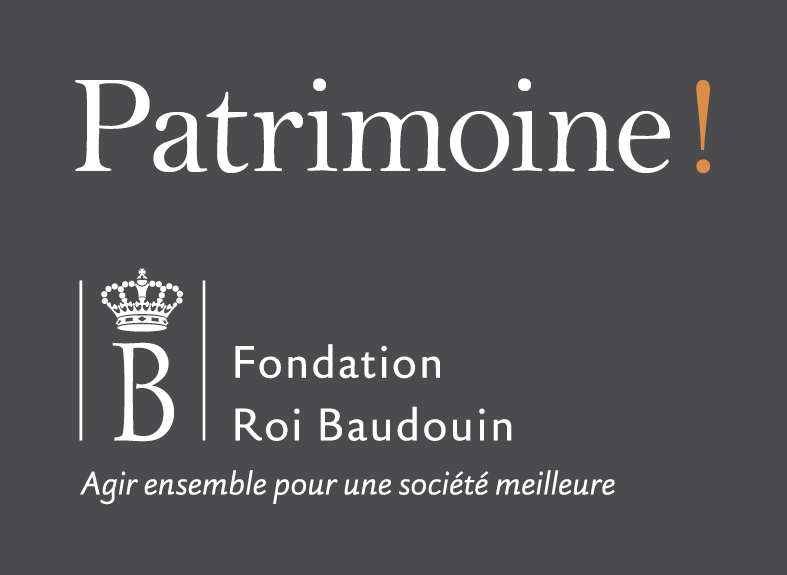
Logo du Fonds du Patrimoine

Le Fonds du Patrimoine est un Fonds à objectifs philanthropiques. Il coordonne l’action de la Fondation Roi Baudouin en matière de patrimoine. Son objectif est de protéger, de conserver et de préserver le patrimoine belge notamment en acquérant et en préservant des œuvres d’art mais aussi des archives, des documents et d’autres objets liés au patrimoine artistique, culturel et historique belge. Le Fonds du Patrimoine fait également office d’organe de coordination visant à optimaliser le fonctionnement des Fonds de mécénat dans le domaine du patrimoine et fondés au sein de la Fondation Roi Baudouin.

## Vision globale
Le Fonds du Patrimoine a été créé en réponse à une problématique qui se posait en Belgique dans les années 1980. Plusieurs œuvres ou collections importantes risquaient alors de partir à l’étranger et d’aboutir entre les mains de collectionneurs privés. Parmi les exemples célèbres, on retrouve notamment l’héritage du peintre d’art surréaliste belge René Magritte ou l’Entrée du Christ à Bruxelles de James Ensor. Pour préserver ces collections et assurer leur maintien en Belgique, la Fondation Roi Baudouin s’est lancée dans de nouvelles activités liées au thème du Patrimoine.
Jusqu’en 1995, ce sont surtout les grandes campagnes de restauration telles que SOS Grandes Toiles, SOS Polychromie et SOS Tapisseries qui font parler d’elles. Après 1995, l’accent est mis sur l’acquisition d’œuvres d’art et de documents d’archives belges. Pour l’aider dans cette mission, la Fondation Roi Baudouin peut également compter sur l’aide de donateurs. La Fondation n’acquiert pas ces œuvres pour elle-même mais pour les déposer en prêt à long terme dans des musées et institutions belges. Elles restent ainsi accessibles à tous. Outre l’achat d’œuvres d’art, la Fondation veille également à la conservation, à la protection, à la valorisation du patrimoine belge ainsi qu’à sa mise à la disposition du public.
La Fondation fait également office de médiateur ou de partenaire dans de nombreux projets patrimoniaux.

## Fonctionnement
Le Fonds du Patrimoine est un Fonds qui fonctionne par le biais d’une dotation en capital de la Fondation Roi Baudouin. Il travaille de manière autonome et dispose de son propre Comité de gestion. Le Prince Lorenz en est le président d’honneur,.

### Fonds
Parmi ses autres activités, le Fonds du Patrimoine travaille également en étroite collaboration avec plusieurs Fonds créés par des donateurs au sein de la Fondation Roi Baudouin. Chacun de ces Fonds œuvre dans un domaine spécifique choisi par les donateurs. Ils vont du soutien à des musées belges grâce à l’acquisition de nouvelles œuvres jusqu’à la préservation, la protection, la restauration et la valorisation du patrimoine culturel en passant par la formation d’artistes, de musiciens, etc. Ces Fonds soutiennent des projets liés aux domaines suivants : le patrimoine mobilier (de diverses périodes), le patrimoine architecturale, le patrimoine naturel, la musique, l’histoire, l’archéologie.
Le Fonds du Patrimoine fait office d’organe de coordination de ces Fonds.

### Centre de Philanthropie
Le Centre de Philanthropie est une composante de la Fondation Roi Baudouin. Il tend à encourager le mécénat et propose ses services et conseils aux donateurs souhaitant s’engager pour le patrimoine et la culture.

### Collections

#### Un patrimoine diversifié
Depuis sa création en 1976, la Fondation Roi Baudouin est parvenue à rassembler une collection diversifiée d’objets patrimoniaux grâce au soutien de ses différents Fonds et du Fonds du Patrimoine, qui fait office d’organe de coordination. Les sujets couvrent plusieurs champs culturels tels que les beaux-arts, la musique, les arts appliqués et la littérature. L’objet le plus ancien de la collection date du Ier siècle ACN. Il s’agit du Trésor gaulois de Thuin. 

#### Mises en dépôt et prêts

##### Mises en dépôt
Afin de rendre accessibles au public et de valoriser les œuvres et collections qu’il acquiert, le Fonds du Patrimoine cherche le dépositaire le plus adéquat pour chacune d’entre elles, qu’il s’agisse d’une institution publique ou un musée. Pour faire son choix, la Commission de Contrôle créée à cette fin se penche sur le lien historique entre l’objet et le lieu ou sur la nature de la collection, afin de permettre la meilleure mise en valeur de l’œuvre d’art. Ces dépositaires varient en fonction de la nature de la collection. 

##### Prêts temporaires
Les œuvres font également l’objet de prêts temporaires dans le cadre d’expositions en Belgique et à l’étranger, à condition que ces prêts constituent une plus-value pour les œuvres considérées.

#### La BRAFA
Chaque année, le Fonds du Patrimoine présente ses acquisitions récentes dans un espace d’exposition qui lui est spécifiquement réservé à la foire d’antiquités et d’objets d’art BRAFA organisée à Tour et Taxis (Bruxelles). Le Fonds participe à ce salon afin de mettre en valeur ses dernières acquisitions et à faire connaître au public de la BRAFA son fonctionnement dans le domaine du patrimoine. À l’occasion du 30e anniversaire du Fonds du Patrimoine et de sa 10e participation à la BRAFA, la Fondation Roi Baudouin a établi le programme des « BRAFA Art Talks », un cycle de conférences quotidiennes,.

## Aperçu de la collection

### Beaux-Arts

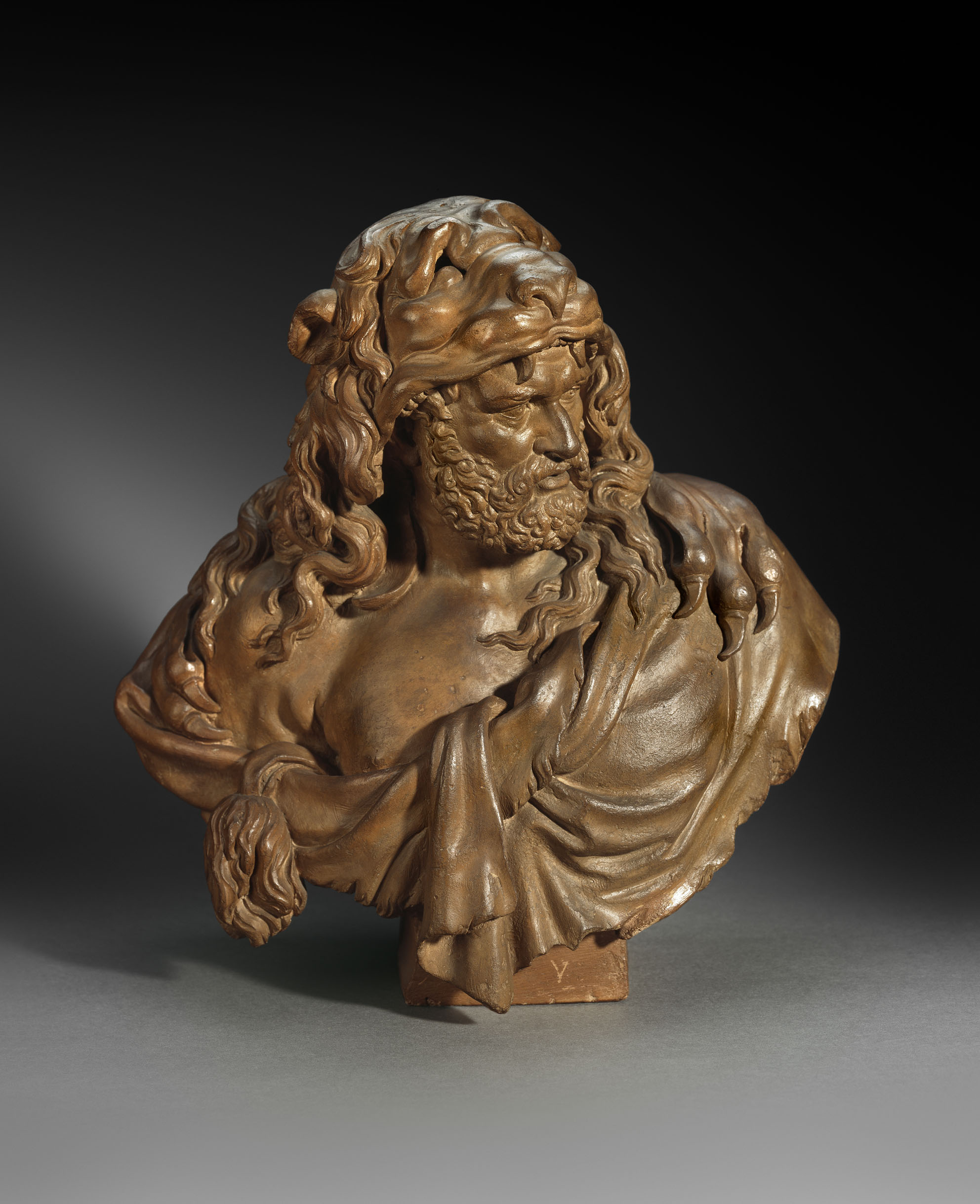
Lucas Faydherbe, Buste d’Hercule, chef-d’œuvre de la collection Charles Van Herck, exposé à la Rubenshuis à Anvers.

#### Collection Thomas Neirynck
En 2004, environ 700 œuvres issues de la collection privée du collectionneur belge Thomas Neirynck ont été confiées à la Fondation Roi Baudouin afin de valoriser, de conserver et de faire découvrir au plus grand nombre cette collection en un seul ensemble. La collection comprend non seulement des œuvres provenant du mouvement international CoBrA qui rassemblait des artistes tels que Pierre Alechinsky et Asger Jorn mais elle s’est également tournée vers la Jeune Peinture Belge comme celle de Louis Van Lint et l’art abstrait. La grande majorité de la collection est composée d’œuvres d’artistes belges. À l’issue d’un dialogue entre la Fondation Roi Baudouin et Thomas Neirynck, elle a été confiée en partie au Musée des Beaux-Arts de Mons, où elle est exposée au public,.

#### Collection Charles Van Herck
En 1996 et 1997, le Fonds du Patrimoine a acquis une grande partie de la collection privée de Charles Van Herck composée d’une centaine de statuettes en terre cuite et d’environ 700 esquisses des XVIIe et XVIIIe siècles. Les terres cuites ont été confiées au Musée royal des Beaux-Arts d’ Anvers, à l’exception du Buste d’Hercule de Lucas Faydherbe, confié à la Rubenshuis d’Anvers et un groupe de statuettes confié au Musée royal de Mariemont. La collection de dessins a pour sa part été confiée au Musée Plantin-Moretus d’Anvers,,.

#### Collection Jos Knaepen
En 2014, la collectionneuse belge Jos Knaepen a fait don de sa collection d’art contemporain à la Fondation Roi Baudouin. Cette collection est le fruit de longues années de collecte et contient des œuvres de grands noms tels que Robert Motherwell, Sam Francis, Ellsworth Kelley et Joan Miro. Cette collection se distingue de la Collection Thomas Neirynck dans la mesure où elle est tournée vers la scène artistique internationale et qu’elle contient surtout des œuvres sur papier,.

#### Fonds d’archives Christian Dotremont
En 2011, le fonds d’archives Dotremont est rapatrié en Belgique depuis la France et confié à la Fondation Roi Baudouin par Guy Dotremont, le frère et exécuteur testamentaire de Christian Dotremont (1922-1979). Ce fonds constitue un maillon essentiel dans la connaissance de la littérature d’après-guerre et porte en particulier sur celle du mouvement CoBrA (1948-1951). Ces archives contiennent notamment une grande collection de logogrammes. Il s’agit de poèmes écrits de manière tellement spontanée qu’ils peuvent être considérés comme une œuvre d’art graphique. Ils font partie des principales inventions poétiques de la seconde moitié du XXe siècle. L’ensemble a été confié aux Archives et Musée de la Littérature (AML), au sein de la Bibliothèque royale de Belgique à Bruxelles,.

### Arts appliqués

Philippe Wolfers, Libellule (1902-1903), exposé dans les Magasins Wolfers reconstitués au sein du Musée Art & Histoire de Bruxelles

#### Collection Philippe et Marcel Wolfers
La collection comprend huit pièces uniques de joaillerie, trois sculptures, une peinture et treize objets décoratifs mais aussi 129 ébauches et un dossier d’archives. Confiées par la famille à la Fondation Roi Baudouin, ces archives reprennent notamment plus de 1400 photos originales du célèbre photographe Alexandre, qui a documenté le travail de Philippe Wolfers. La plupart des objets compris dans l’acquisition sont accessibles au public dans les Magasins Wolfers reconstitués au sein du Musée Art & Histoire, au Cinquantenaire à Bruxelles. Le mobilier, dessiné par Victor Horta, a été restauré grâce au Fonds Baillet-Latour. Cette acquisition a pu se faire grâce à une collaboration entre le Fonds du Patrimoine, le Fonds Braet-Buys-Bartholomeus et le Fonds Marcel Van Rooy gérés par la Fondation Roi Baudouin,,.

#### Bijoux de la collection Nelly Van den Abbeele
La collection Nelly Van den Abbeele est une collection de référence rassemblant des œuvres d’artistes belges du XXe siècle qui ont conçu sur commande un bijou pour Nelly van den Abeele. Il s’agit des premiers bijoux d’artistes réalisés dans notre pays au cours des années 1970 et 1980.

#### Collection Fill-Trevisiol
Au fil de vingt-cinq années de recherche, Maria Luise Fill et Robert Trevisiol ont rassemblé plus de 220 pièces de textile copte. Cette collection est composée de fragments d’éléments vestimentaires et de tissus d’intérieur créés en Égypte, essentiellement entre le IIe et le Xe siècle. Pour pérenniser leur collection et la rendre accessible à tous, les collectionneurs ont décidé d’en faire don à la Fondation Roi Baudouin. Elle est aujourd’hui conservée au Musée royal de Mariemont. Tous les six mois, une autre sélection d’œuvres de la collection y est présentée,.

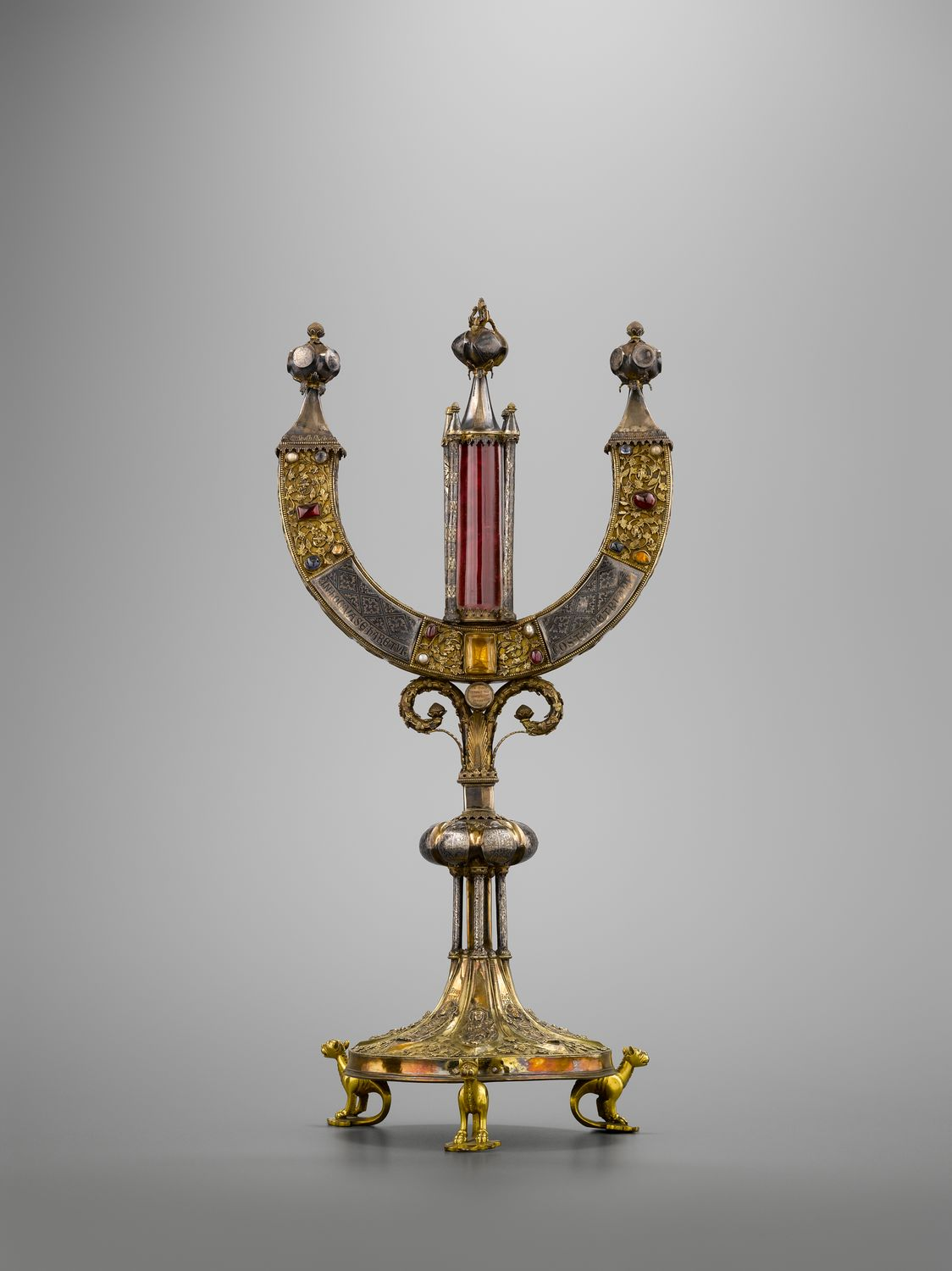
Hugo d'Oignies, Reliquaire de la côte de saint Pierre (1238).

#### Trésor d’Oignies
Le Trésor d’Oignies est une collection d’une cinquantaine de pièces datant du XIIIe siècle qui reflètent la vie et l’histoire d’une communauté religieuse. Le Trésor est l’une des sept merveilles de Belgique et compte trente-deux pièces classées en tant que patrimoine mobilier culturel. Les reliques constituent environ la moitié de la collection, aux côtés des objets liturgiques et rituels. La plupart des pièces d’orfèvrerie sont attribuées à Hugo d’Oignies (né avant 1187 et actif jusqu’en 1238) et à son atelier, dont les œuvres font partie de l’art mosan.

#### Collection Catteau
En 1999, Claire De Pauw et Marcel Stal font don à la Fondation Roi Baudouin de leur collection de plus de 800 vases en terre cuite et en grès créés par le céramiste Charles Catteau (1880-1966). Cette collection est le fruit de plusieurs années de recherche par Claire De Pauw et le collectionneur d’art et galeriste bruxellois Marcel Stal. Les deux collectionneurs sont tellement connaisseurs en la matière que leur collection est devenue la référence mondiale de l’œuvre de Charles Catteau, mais aussi de la production de Boch Keramis au temps de l’Art Déco,.

### Patrimoine littéraire et archives

#### L’art de labande dessinée
La Fondation Roi Baudouin dispose de plusieurs fonds d’archives et de patrimoine artistique liés au 9e art.
En 2013, les frères et sœurs du dessinateur belge Didier Comès ont fait don de son patrimoine artistique à la Fondation Roi Baudouin. La Fondation travaille en collaboration avec le Musée en Piconrue à Bastogne pour l’exposition et la conservation de l’œuvre,. La Fondation dispose également d’une partie du patrimoine artistique du dessinateur François Schuiten, qui en a personnellement fait don à la Fondation à l’occasion du trentième anniversaire des Cités obscures, dont l’histoire se déroule en Belgique. Ces pièces ont été mises en dépôt à la Bibliotheca Wittockiana,. Des centaines de planches originales, de dessins et de documents d’archives de l’auteur et dessinateur de bandes dessinées Edgar P. Jacobs ont également été confiées à la Fondation Roi Baudouin.

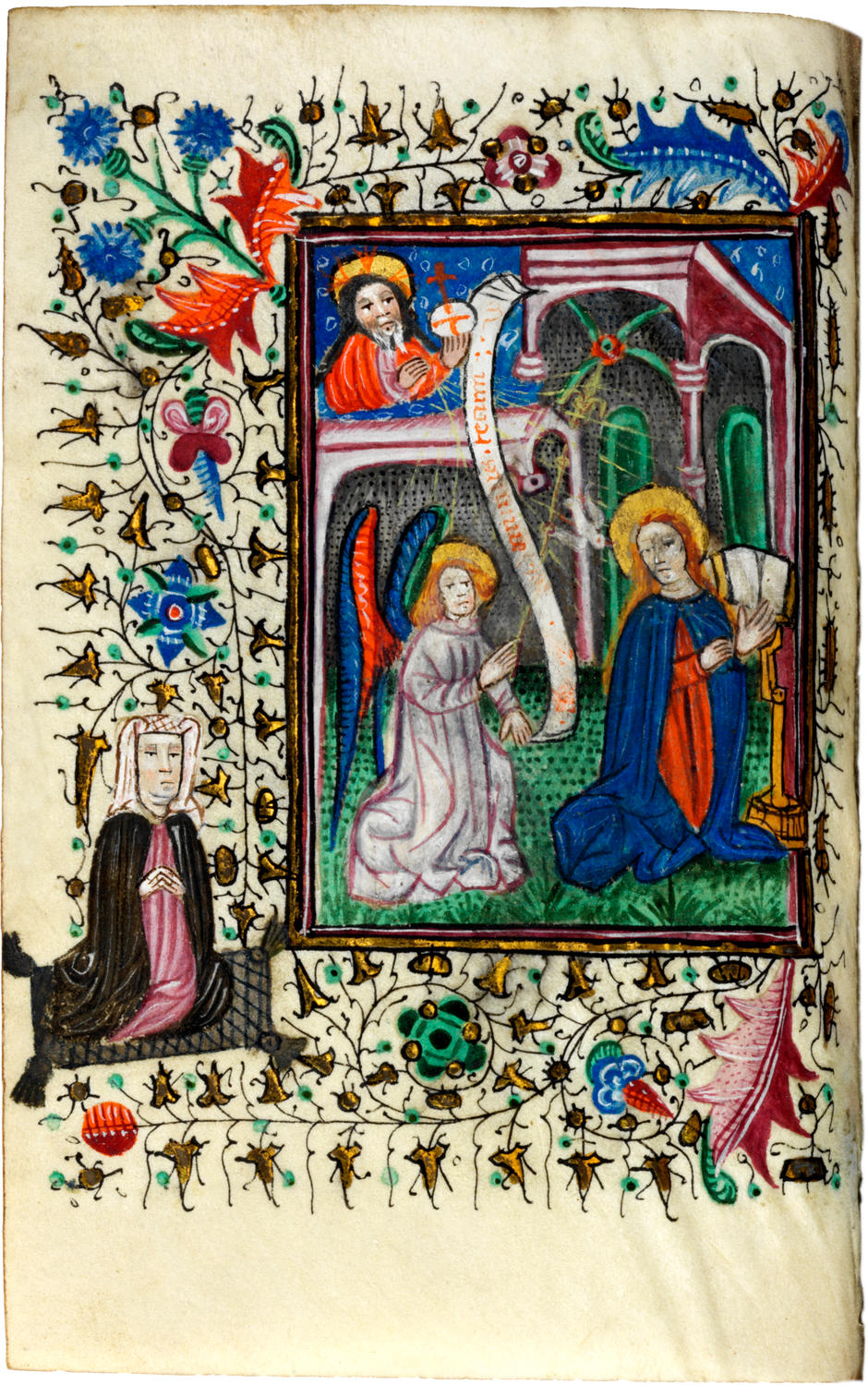
Feuillet enluminé, extrait des Heures Van Reynegom.

#### Littérature
La Fondation Roi Baudouin dispose également de différentes collections relatives au patrimoine littéraire belge. Le Fonds du Patrimoine est ainsi parvenu à acquérir l’ensemble de la succession de l’auteur flamand Hugo Claus (1929-2008). Son fonds d’archives est constitué de sources littéraires et historiques mais aussi de sa correspondance, de documents personnels, de manuscrits et d’épreuves,.
En collaboration avec la Bibliothèque patrimoniale Hendrik Conscience, le Fonds du Patrimoine est également parvenu à acquérir la collection de livres (plus de 1000 ouvrages) du poète flamand Stijn Streuvels (1871-1969), également conservée et consultable dans cette bibliothèque anversoise.
Les archives et le patrimoine personnel du romancier Georges Simenon (1903-1989) ont été confiés par son fils à la Fondation Roi Baudouin sous la forme d’un don,.
La Fondation Roi Baudouin possède en outre plusieurs livres d’heures. Nous pensons ici à des pièces de première importance, dont : les Heures Tavernier, les Heures van Reynegom, les Heures Bowet, les Heures Biese, les Heures Tramerie.

#### Archives
En 2001, la Fondation Roi Baudouin a acquis un lot d’archives de l’explorateur H.M. Stanley, complétant ainsi les archives supposées perdues acquises en 1982 par la Société Générale et confiées par elle à la Fondation. L’ensemble du fonds a été confié au Musée royal de l’Afrique centrale.

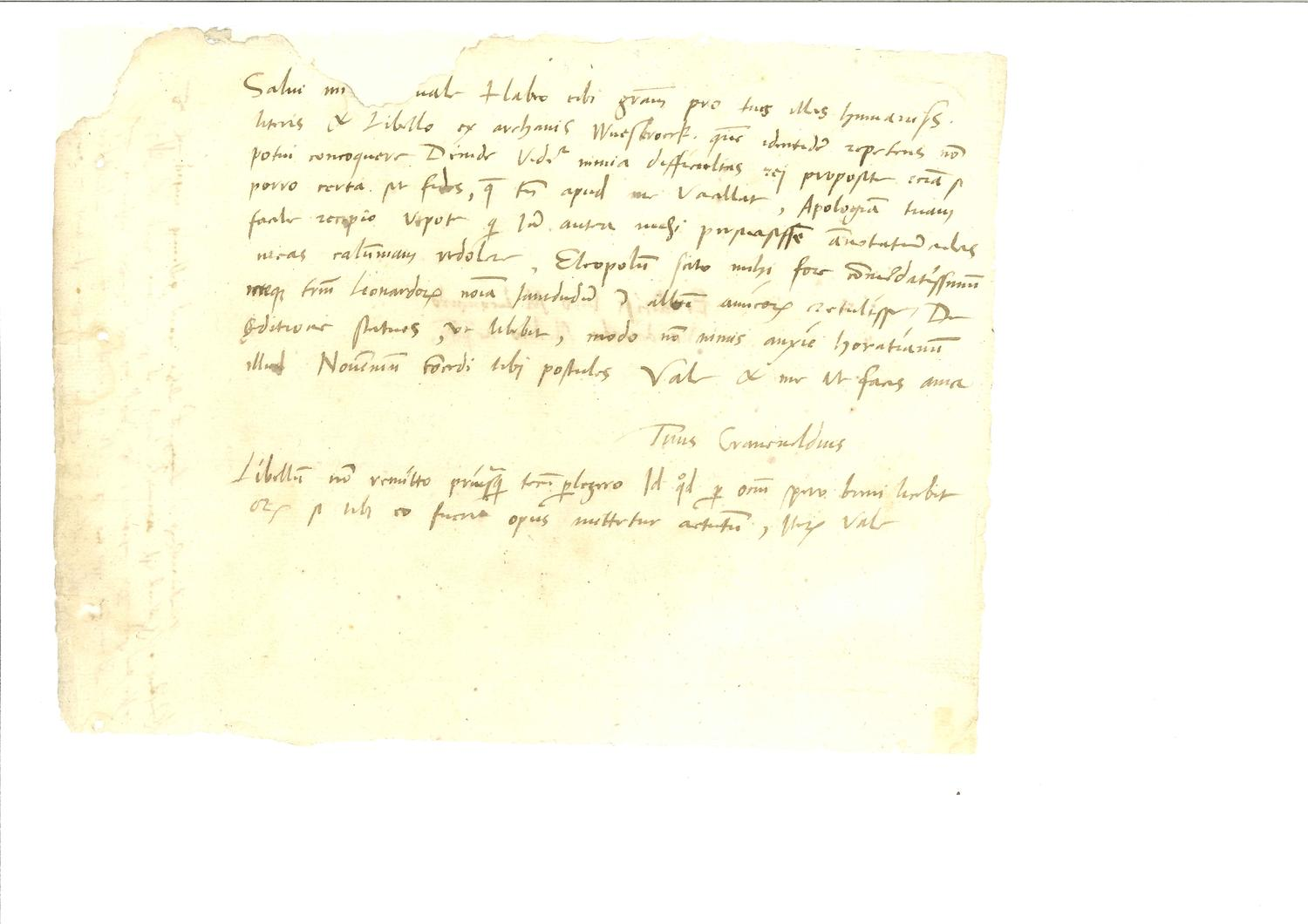
Pièce de la correspondance de l’humaniste Francis Cranevelt (1485–1564).

La collection de la Fondation comprend d’autres fonds de ce type, dont
- De la correspondance de l’humaniste du XVIe siècle Francis Cranevelt, notamment avec Érasme et Thomas More, confiée à la faculté des lettres de la KU Leuven[40].
- Le Fonds Philippe Sollers - Dominique Rolin qui contient plus de 15 000 lettres échangées entre l’écrivain français et la romancière belge, ainsi que les 35 volumes du journal intime de Rolin[41].

### Patrimoine musical
La collection Yves Becko rassemble environ 20 000 disques, 78 tours et 65 cylindres datant de 1890 à 1950. Il faut y ajouter une bibliothèque de près de 2000 ouvrages consacrés à l’art lyrique et aux techniques d’enregistrement.
Le fonds musical de Jean Warland comprend les instruments de musique et accessoires de ce contrebassiste jazz belge. Il comporte en outre une importante discothèque jazz et une série de documents personnels.
Les archives de jazz de Robert Pernet font elles aussi partie des collections de la Fondation Roi Baudouin.

### Sélection de chefs-d’œuvre acquis par la Fondation
Outre plusieurs grandes collections à part entière, la collection comprend également des chefs-d’œuvre isolés. En sa qualité d’organe de coordination, le Fonds du Patrimoine gère les pièces acquises par ses soins mais aussi par les différents autres Fonds de la Fondation Roi Baudouin.

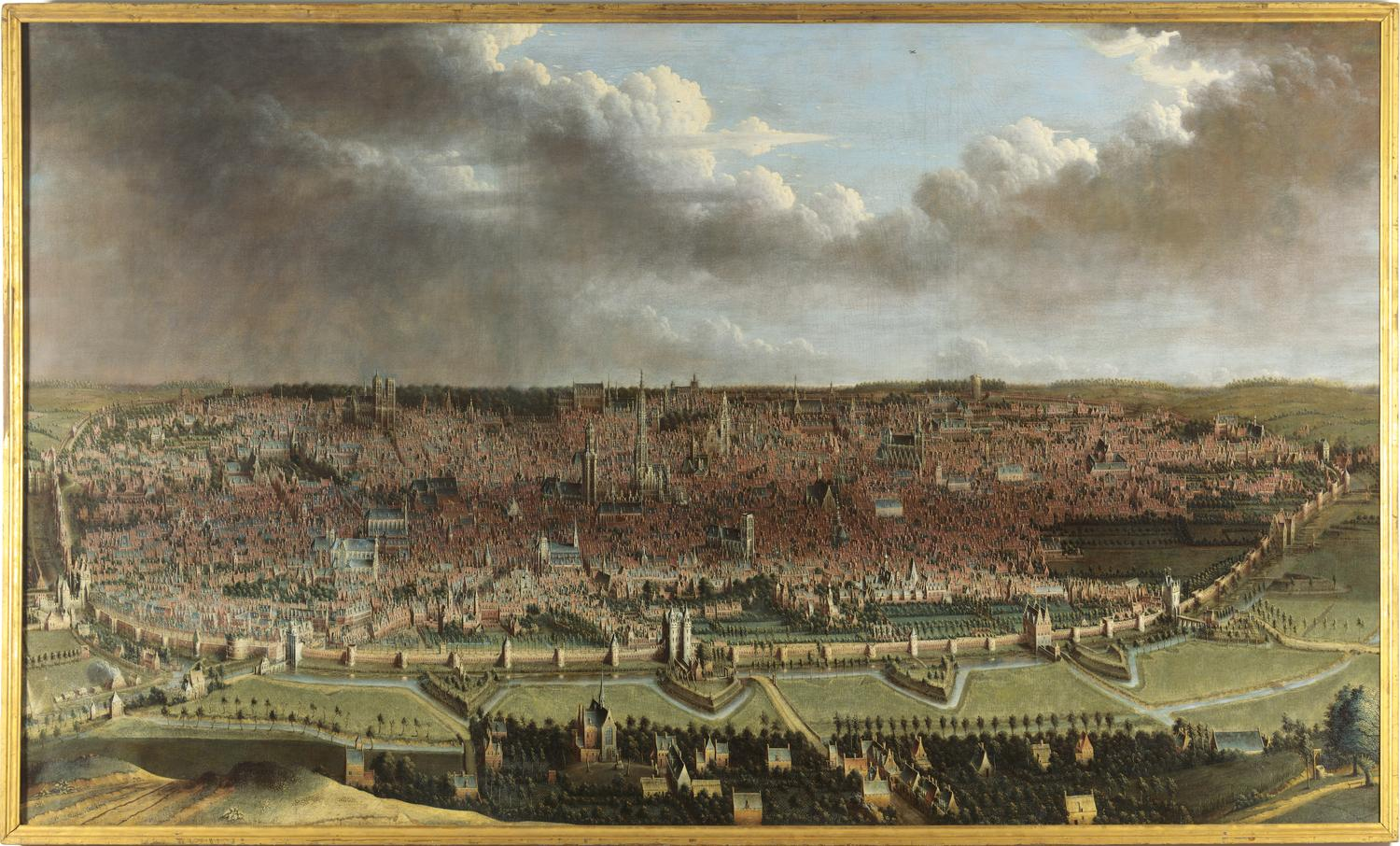
Jean-Baptiste Bonnecroy, Vue de Bruxelles, acquise en 1990, conservée aux Musées royaux des Beaux-Arts de Belgique à Bruxelles.
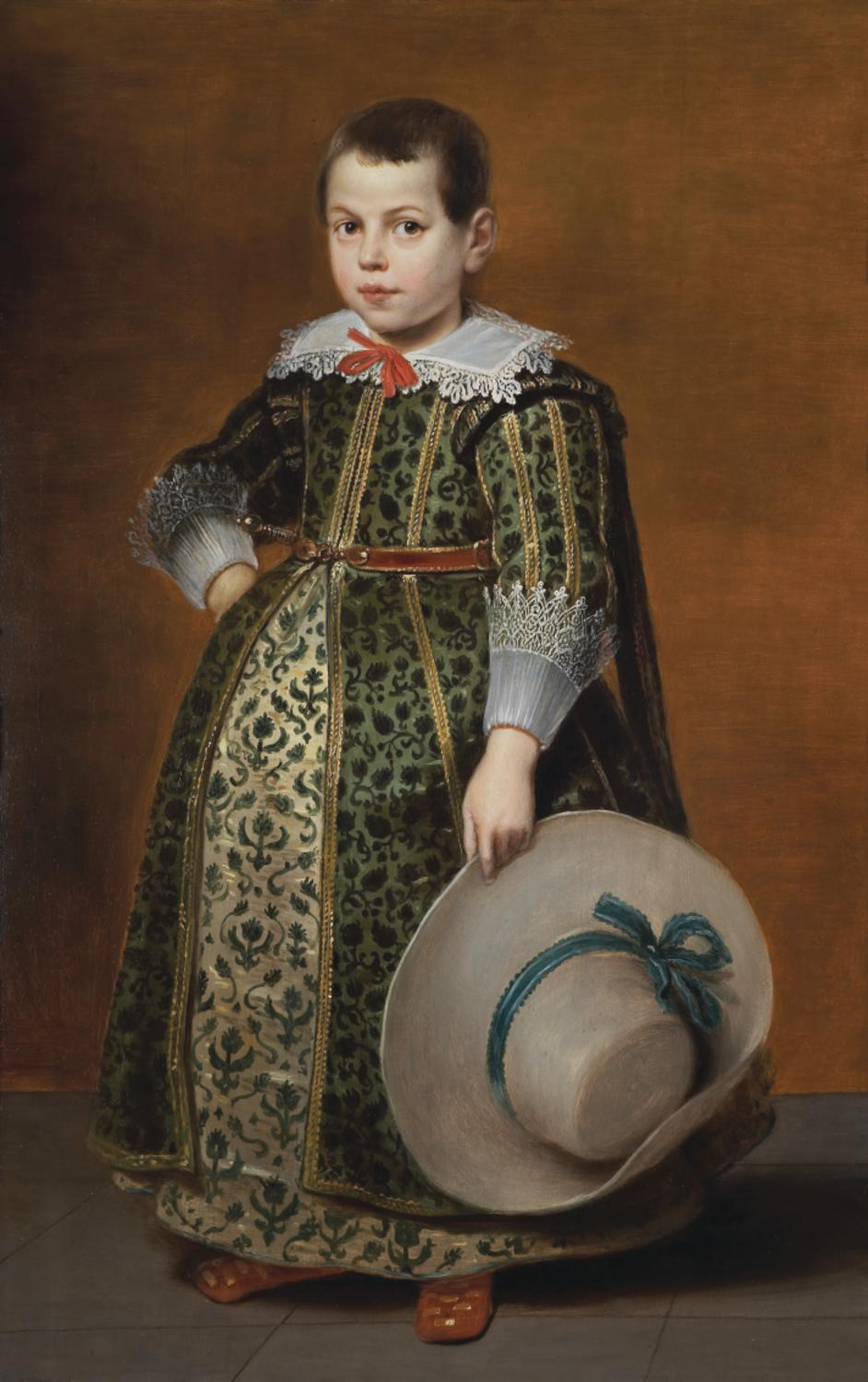
Cornelis de Vos, Portrait de Jan Vekemans, acquis en 2006 et conservé au Musée Mayer van den Bergh, à Anvers.
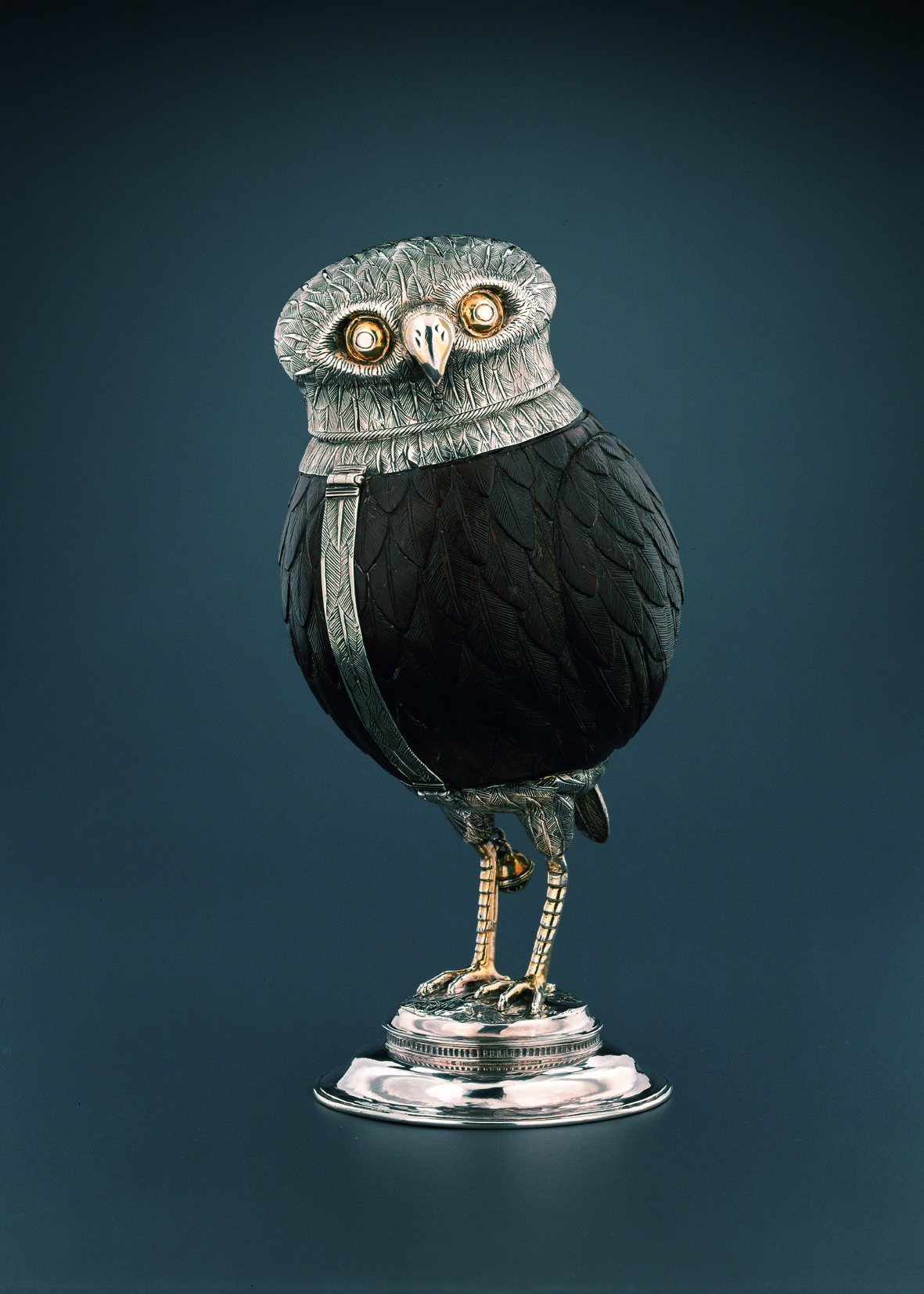
Artisan anversois anonyme, La chouette au poinçon d’Anvers, acquise en 2002, conservée au DIVA, à Anvers.
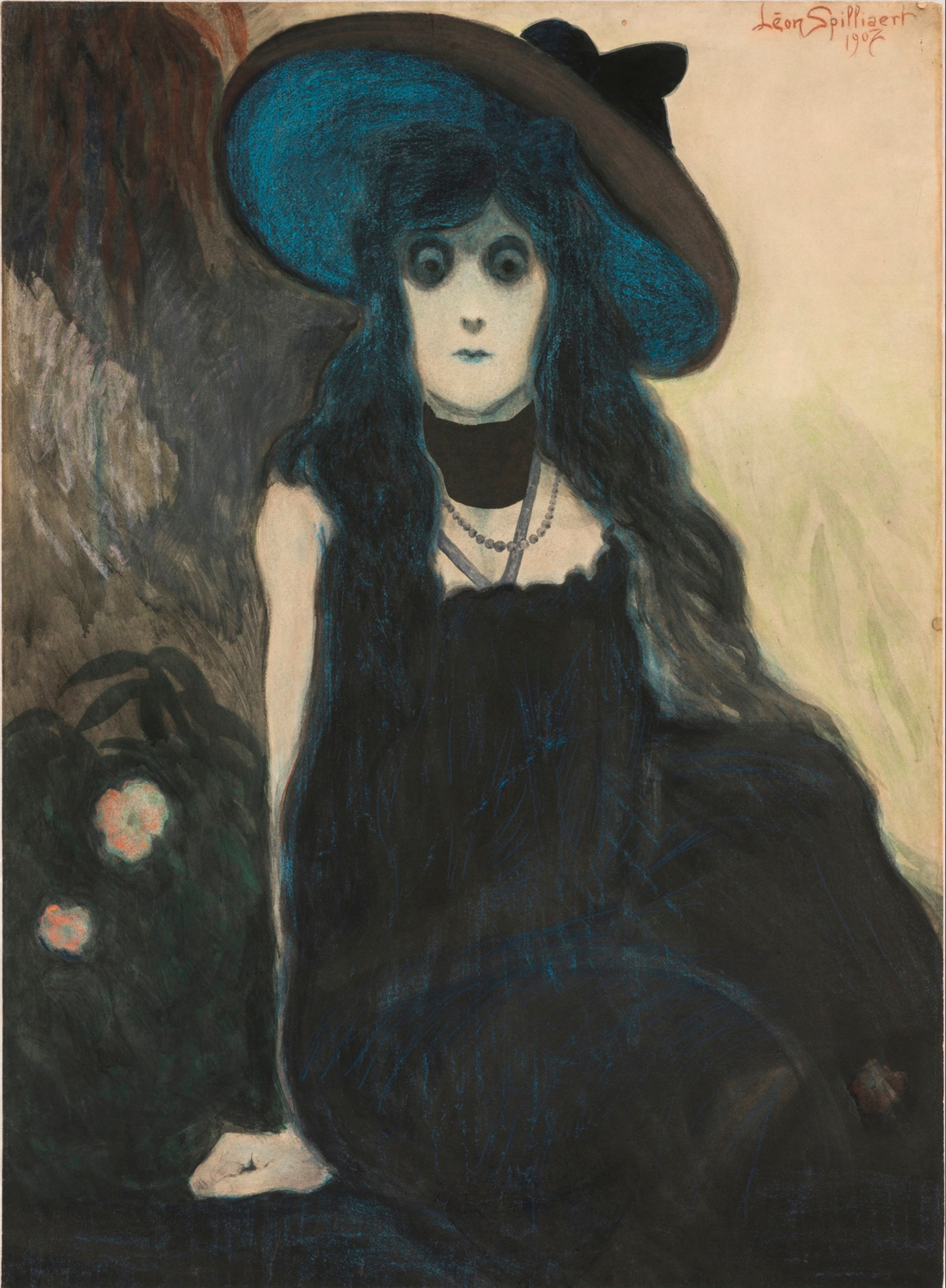
Léon Spilliaert, La buveuse d’absinthe, acquise en 2015, conservée au Musée des Beaux-Arts de Gand.
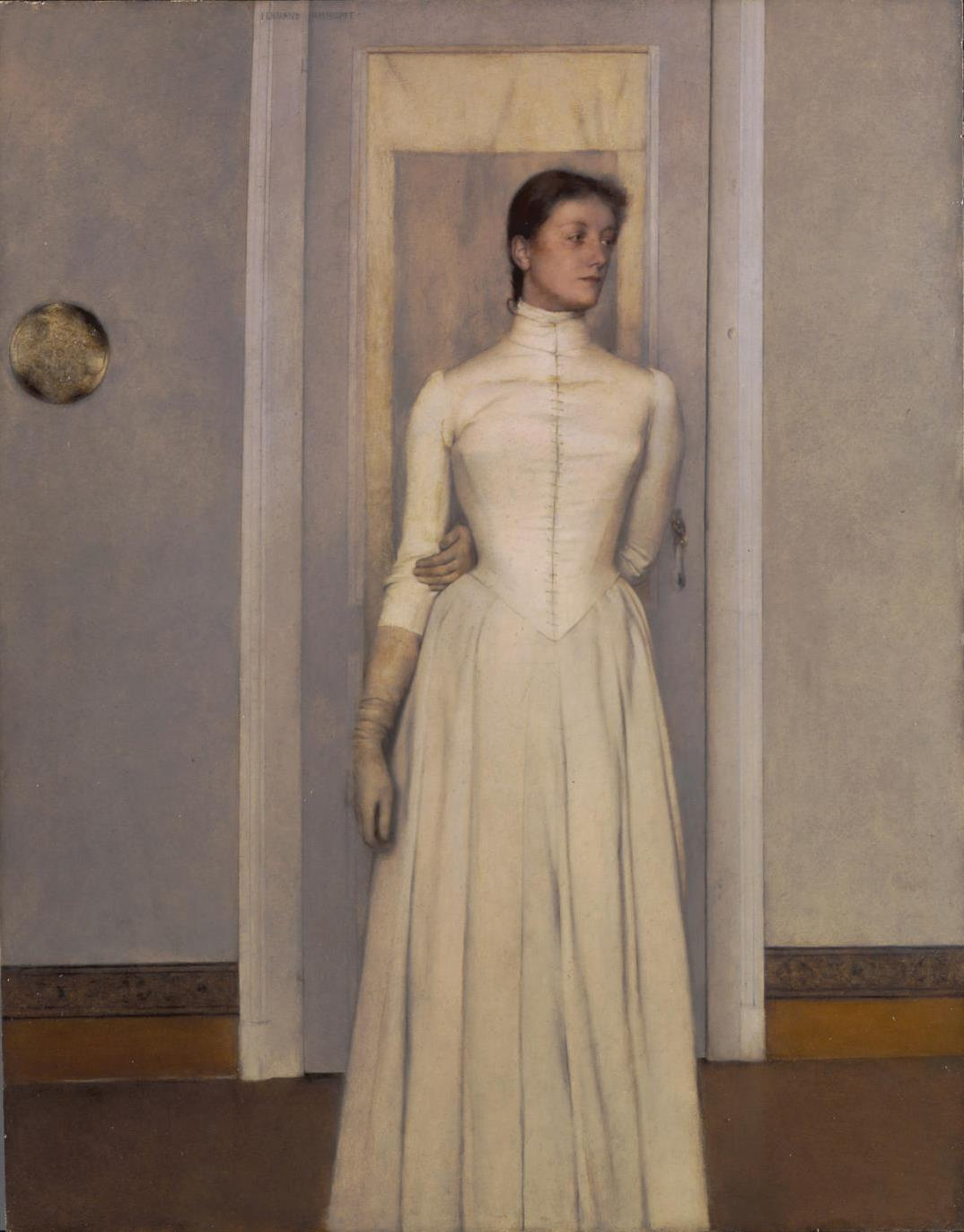
Fernand Khnopff, Portrait de Marguerite Khnopff, acquis en 1991, conservé aux Musées royaux des Beaux-Arts de Belgique, à Bruxelles.
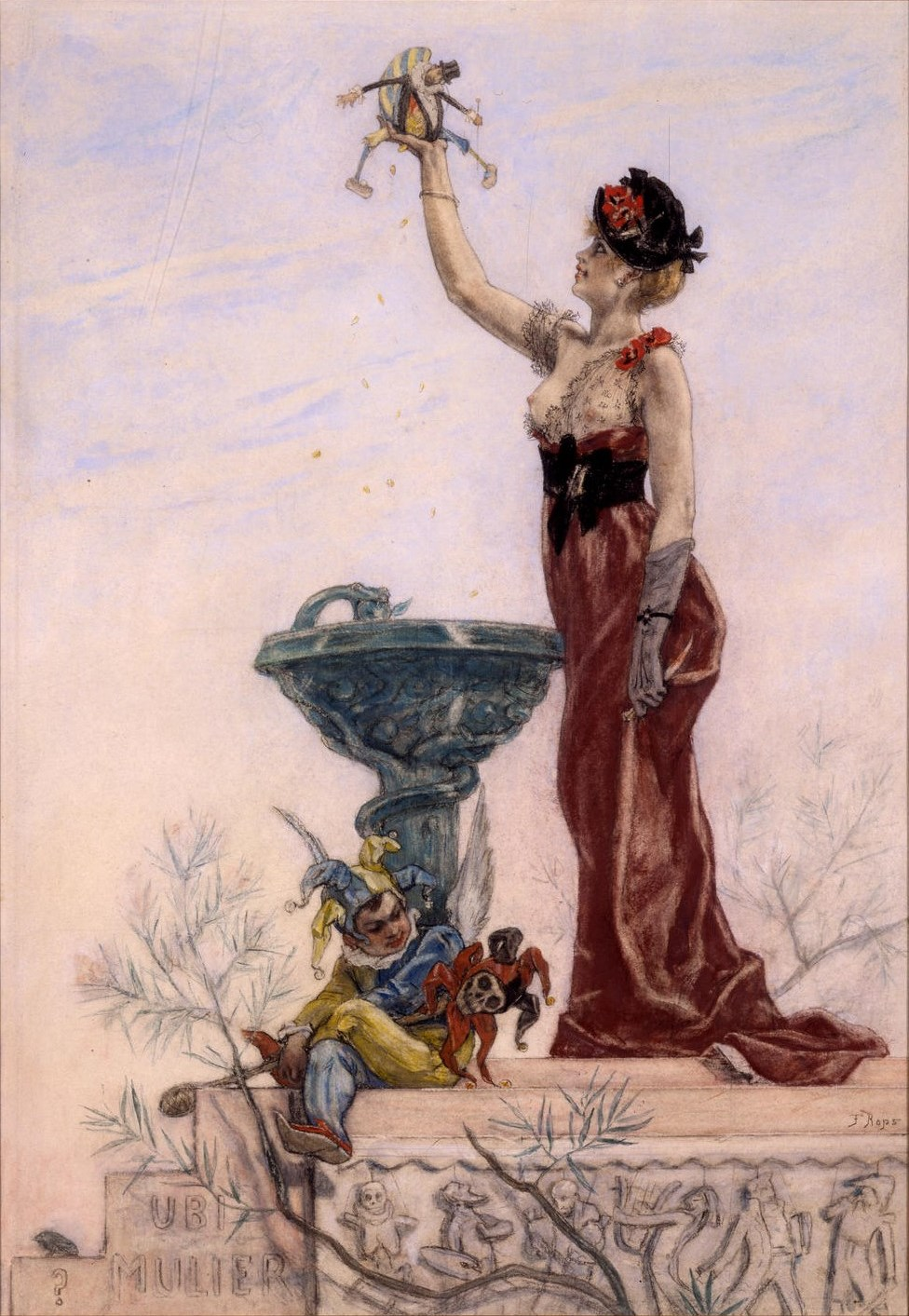
Félicien Rops, La Dame au pantin, acquise en 1997, conservée au Musée Félicien Rops, à Namur.
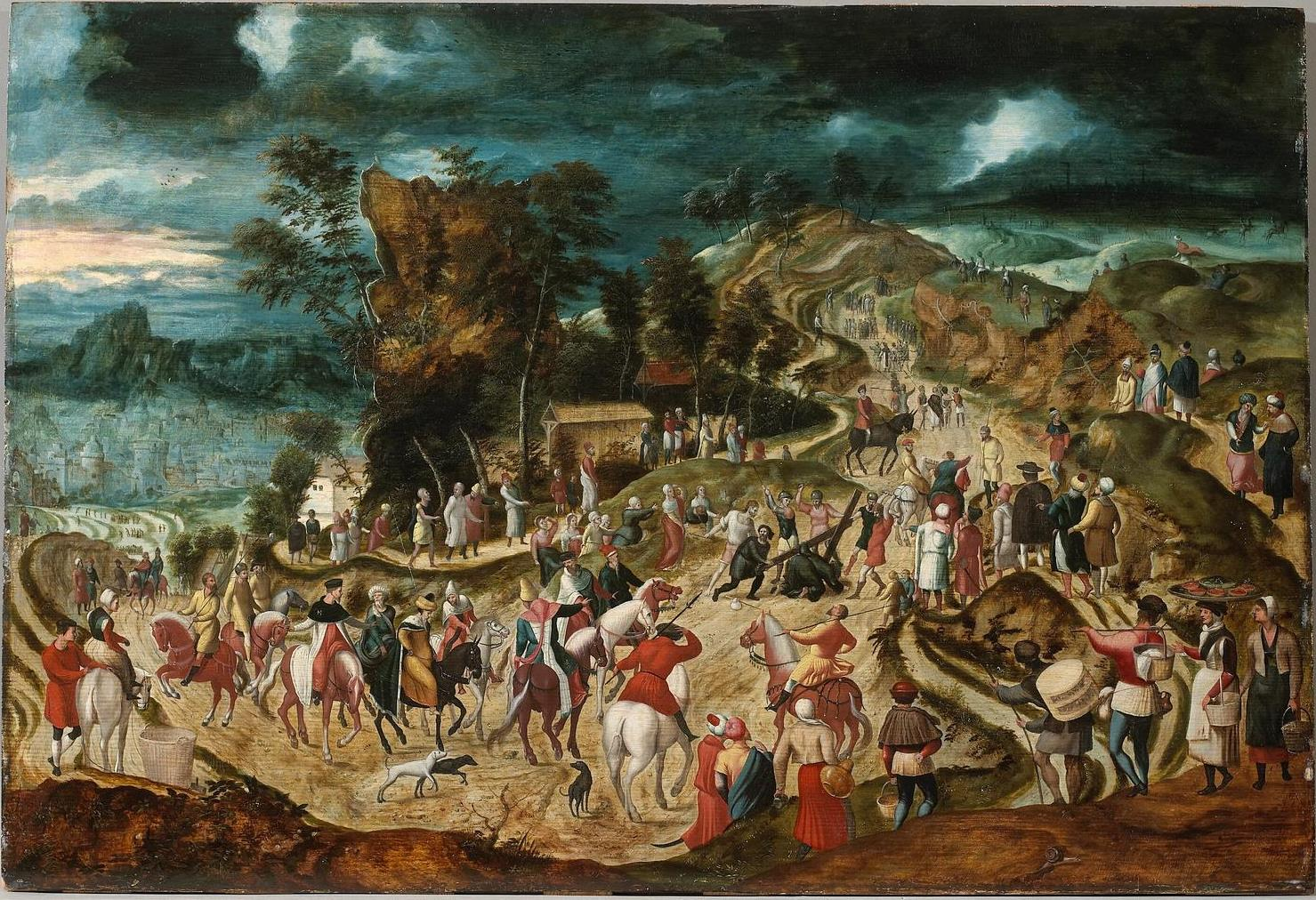
Henri Blès, Chemin de Croix, acquis en 2007, conservé au Musée provincial des Arts anciens du Namurois – Trésor d’Oignies (Trem.a), à Namur.
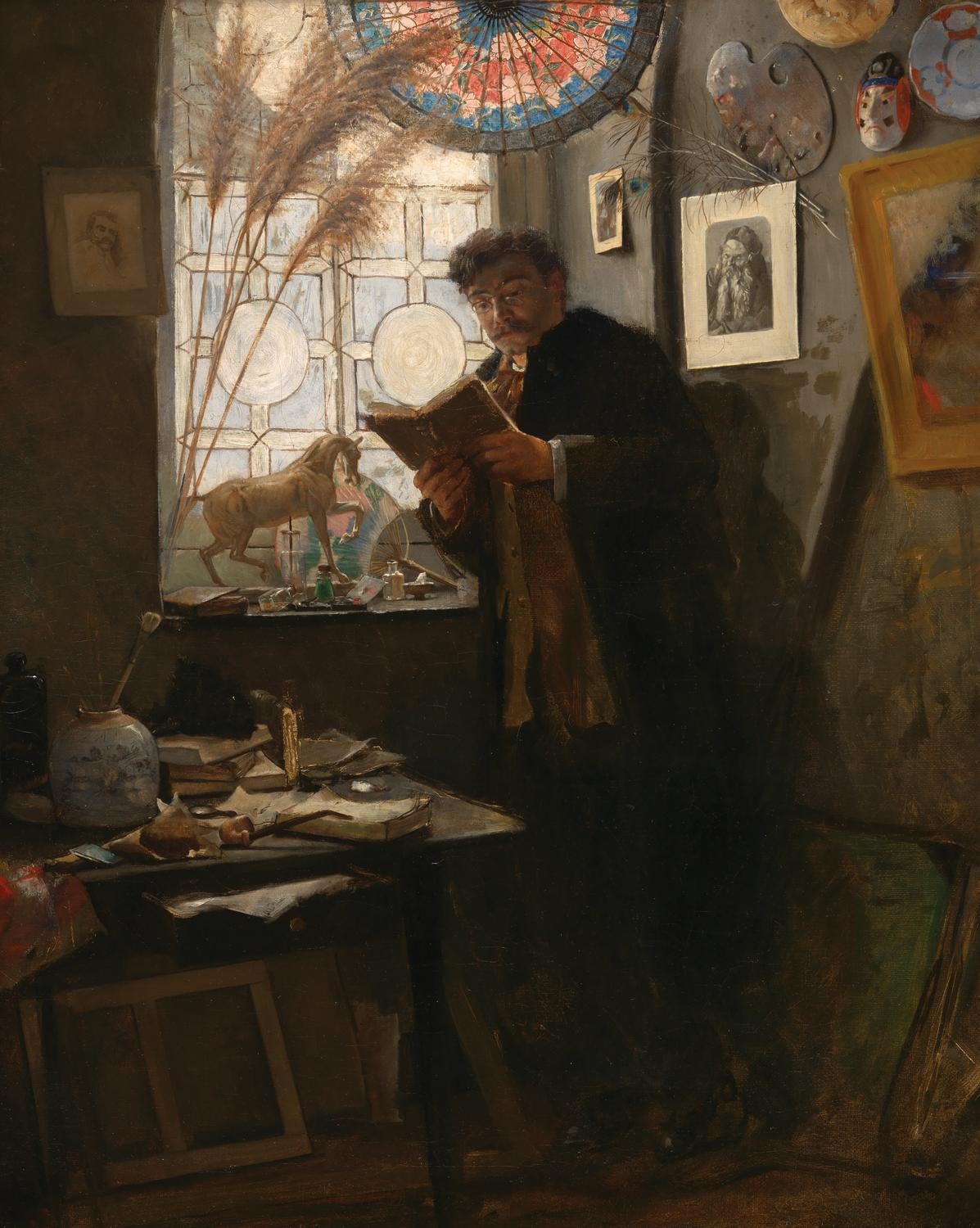
Alfred Stevens, Camille Lemonnier dans l’atelier de l’artiste, acquise en 2014, conservée aux Musées royaux des Beaux-Arts de Belgique, à Bruxelles.
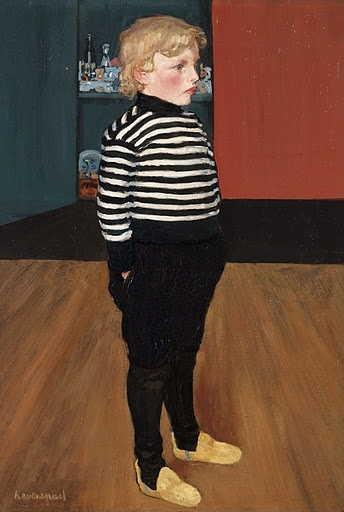
Henri Evenepoel, Charles au jersey rayé, acquis en 2008.
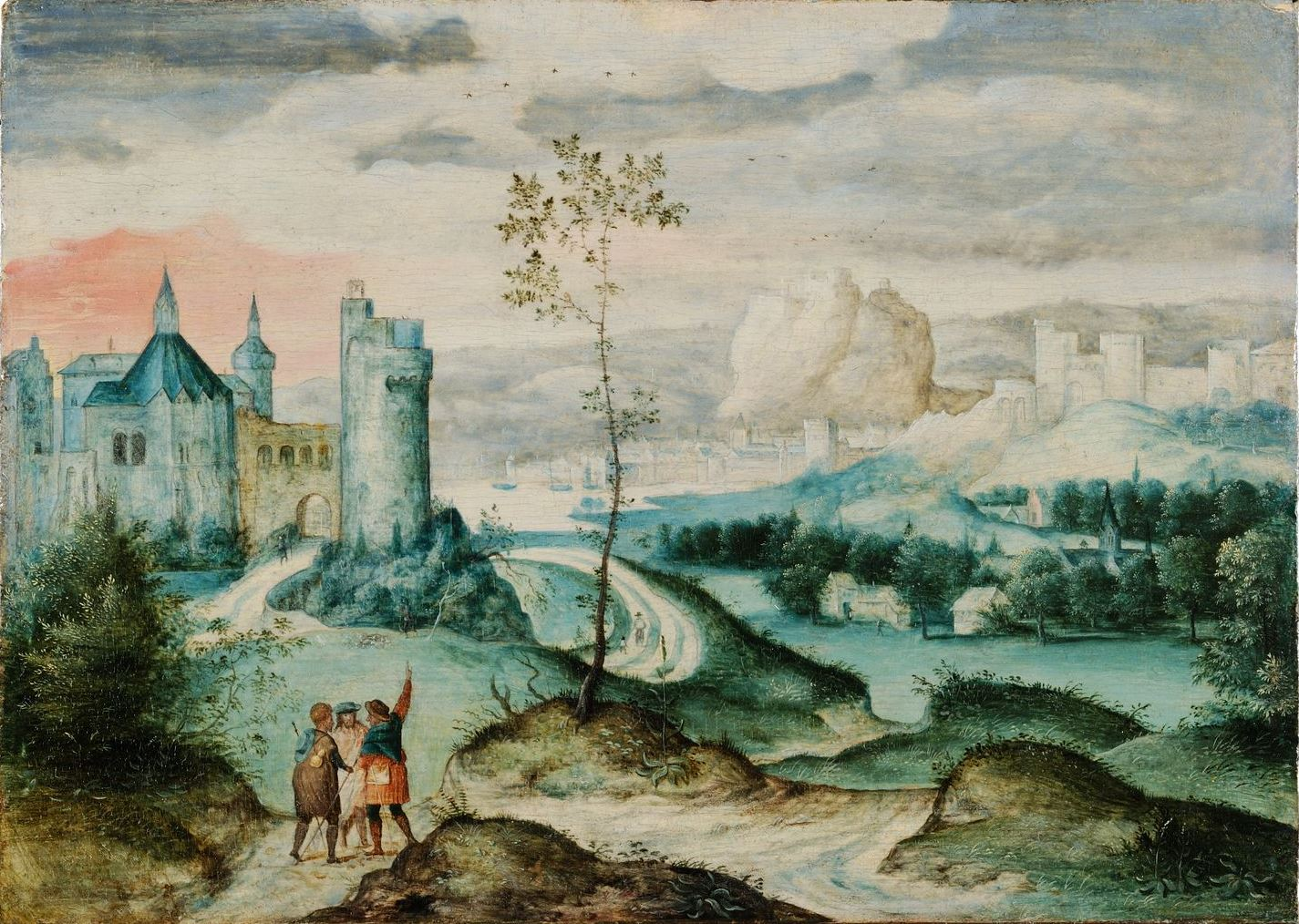
Henri Blès, Paysage avec rencontre sur le chemin d’Emmaüs, acquis en 2010, conservé au Musée provincial des Arts anciens du Namurois – Trésor d’Oignies (Trem.a), à Namur
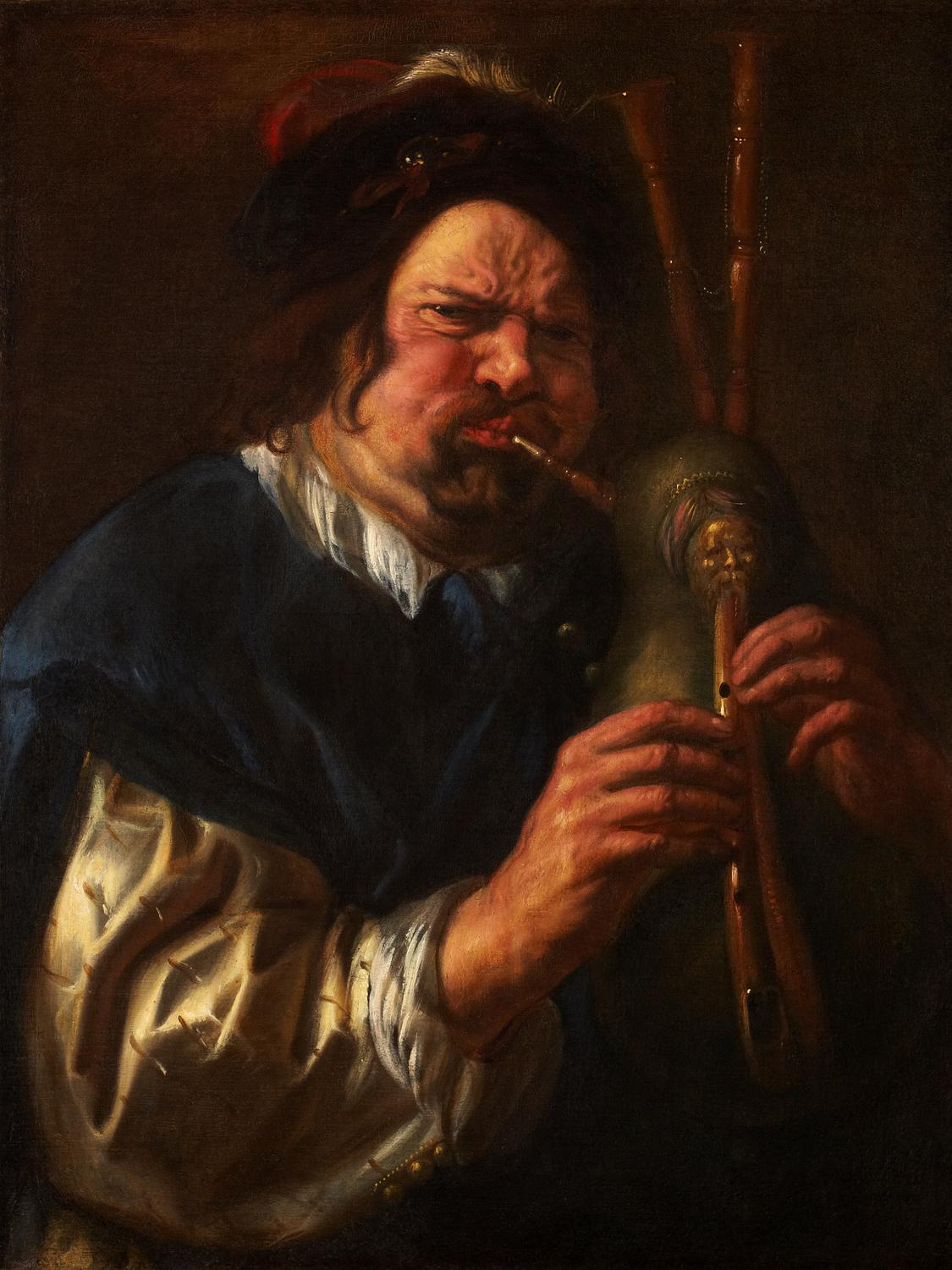
Jacob Jordaens, Le Joueur de cornemuse, acquis en 2009, conservé à la Maison Rubens à Anvers.
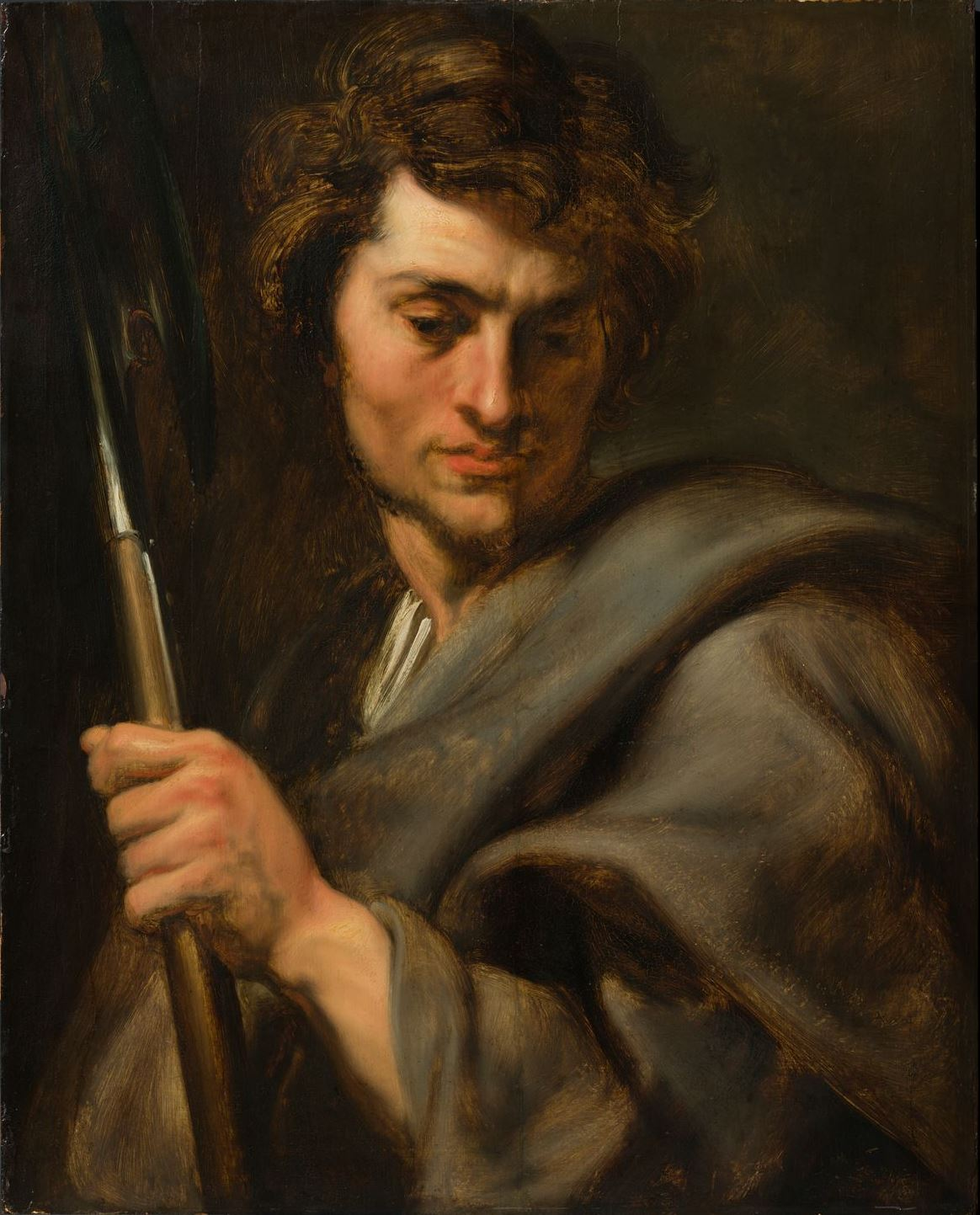
Anthony van Dyck, L’apôtre Matthieu, acquis en 2016, conservé à la Maison Rubens à Anvers.
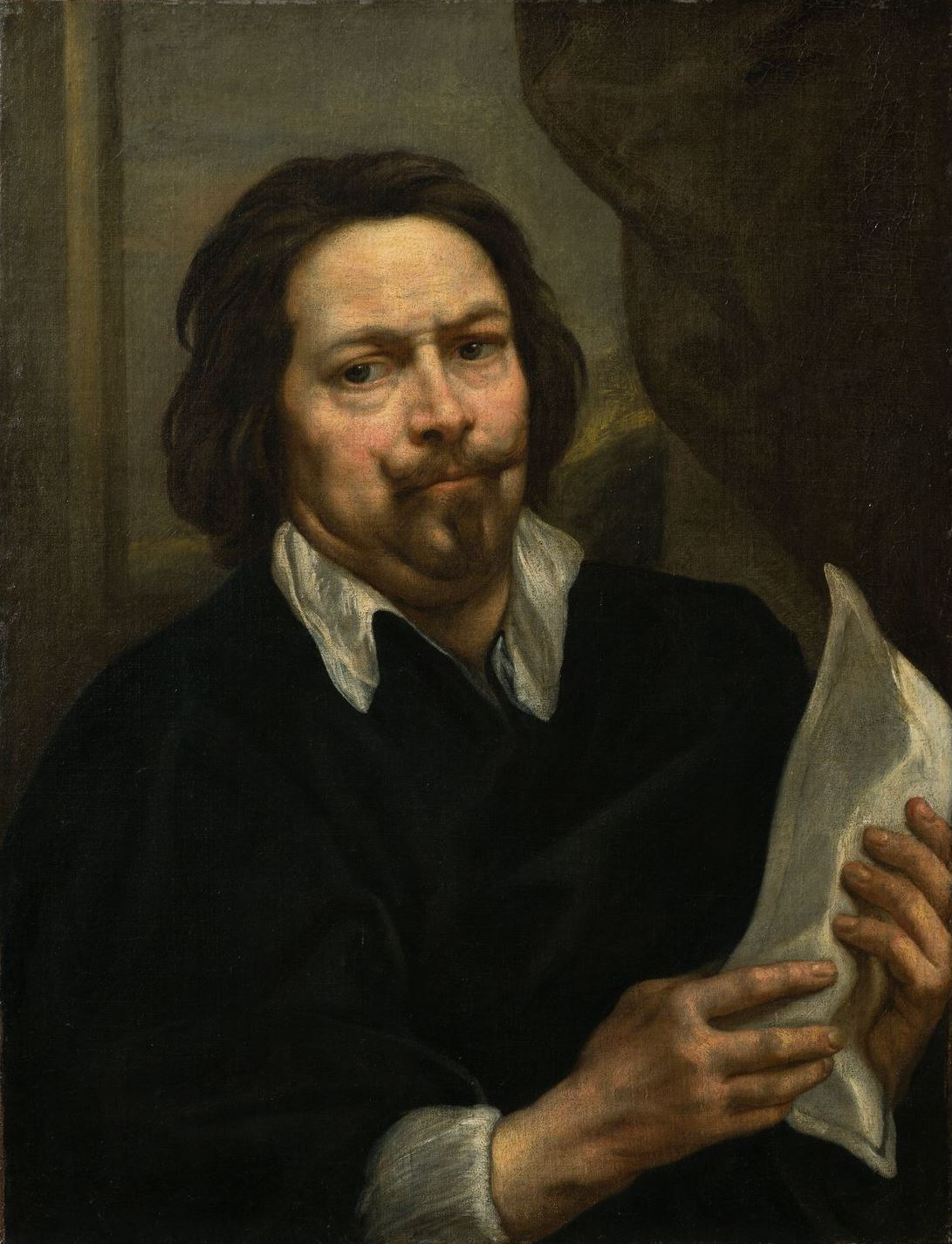
Jacob Jordaens, Autoportrait, acquis en 2016, conservé à la Maison Rubens à Anvers.
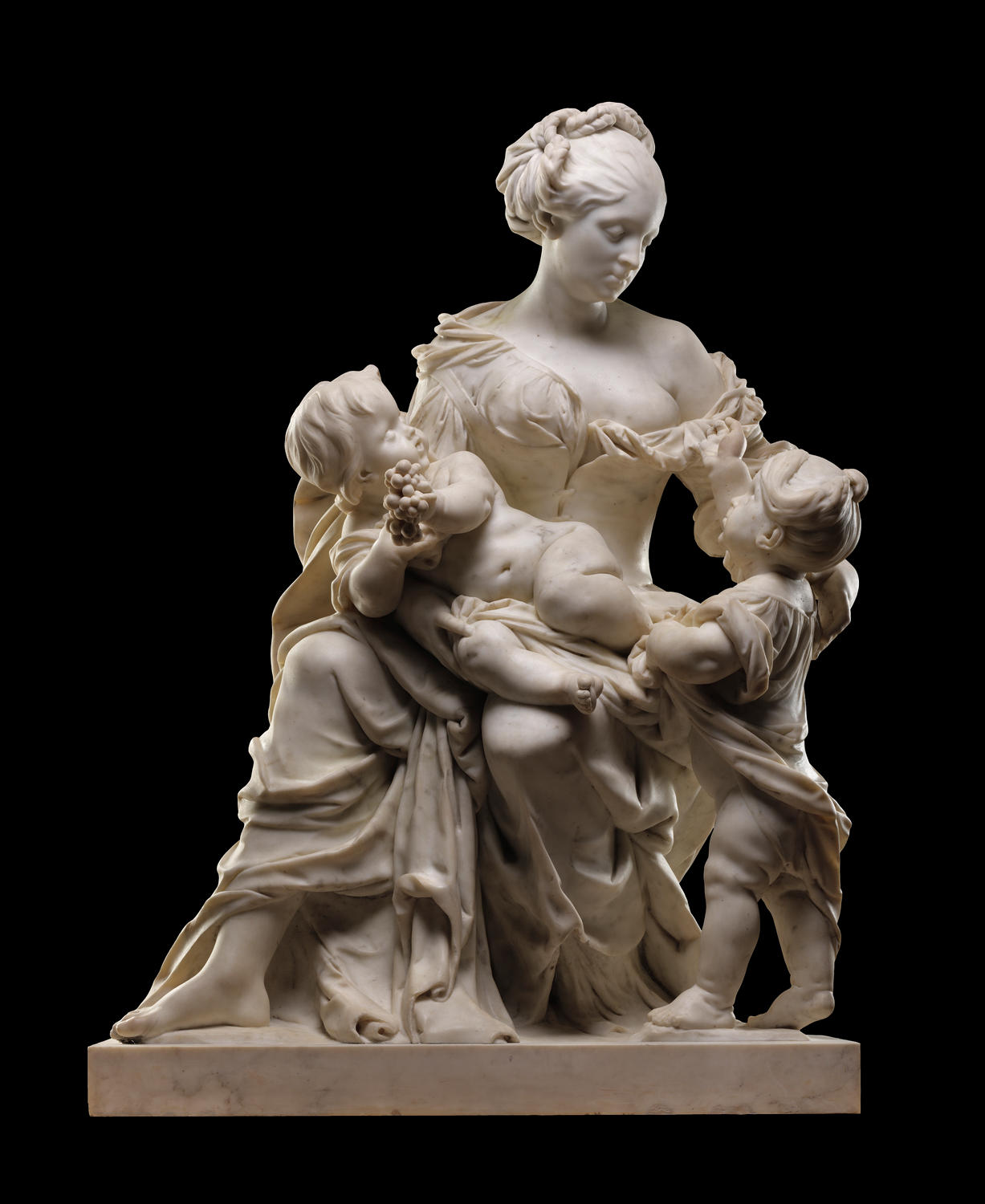
Jan van Delen, La Charité, 1673-78, acquise en 2012, conservée aux Musées royaux des Beaux-Arts de Belgique.
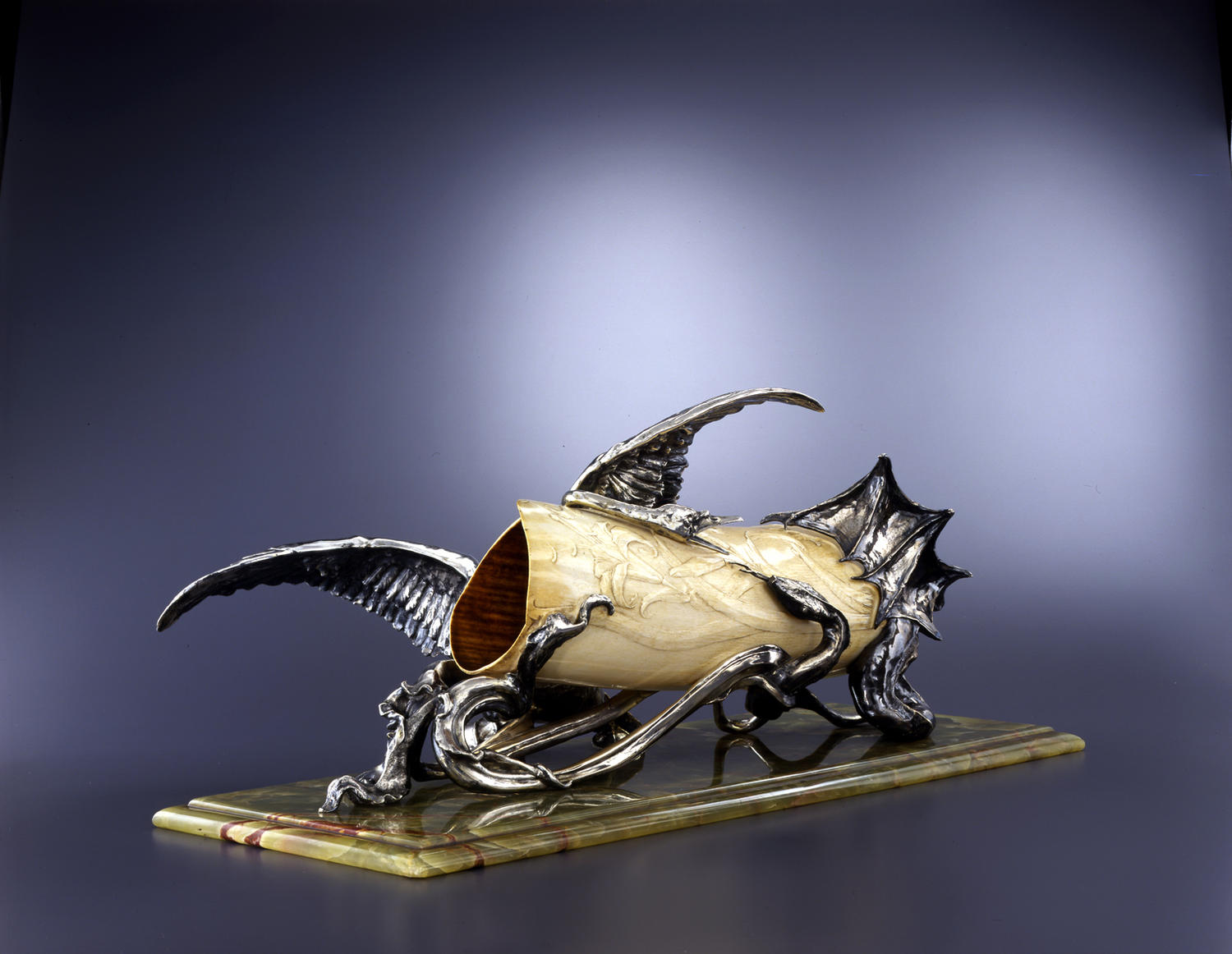
Philippe Wolfers, Civilisation et Barbarie, acquis en 2001 et conservé aux Musées royaux d’Art et d’Histoire à Bruxelles.
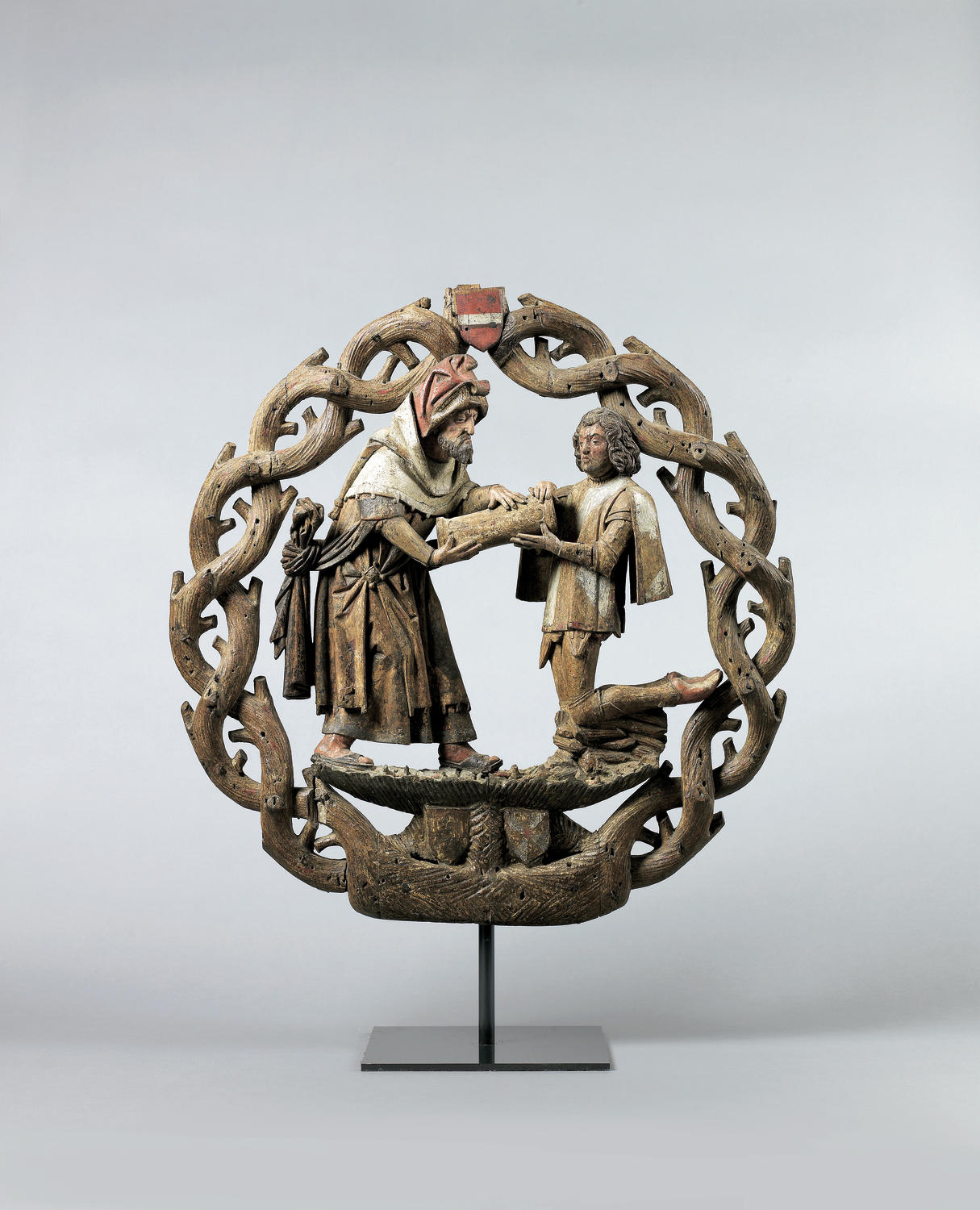
Atelier Brugeois, Enseigne du Saint-Sang, 1529, acquise en 2007, conservée au Musée du Saint-Sang à Bruges.
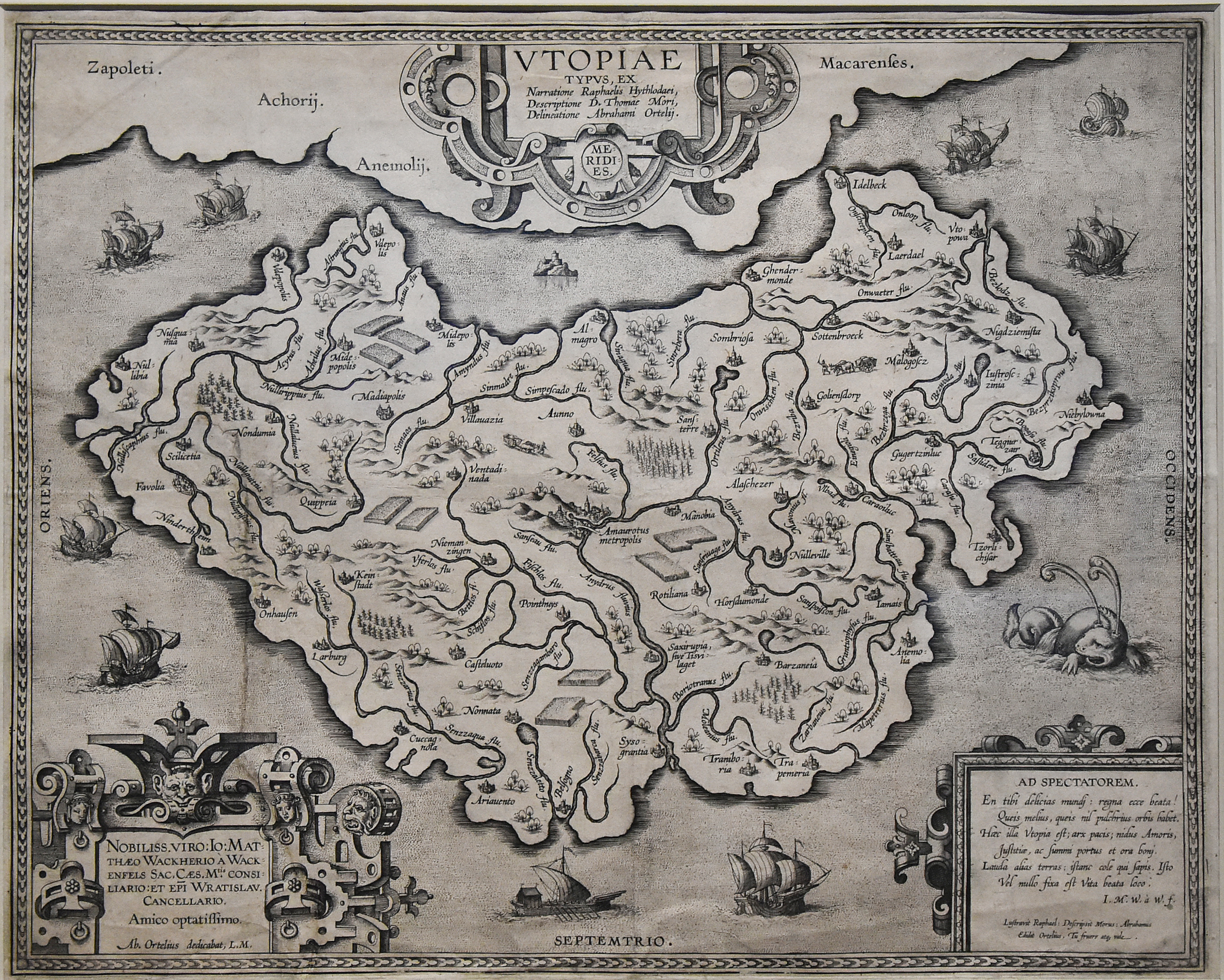
Abraham Ortelius, Carte d'Utopie, vers 1595-96, acquise en 2018, conservée au Musée Plantin-Moretus à Anvers.
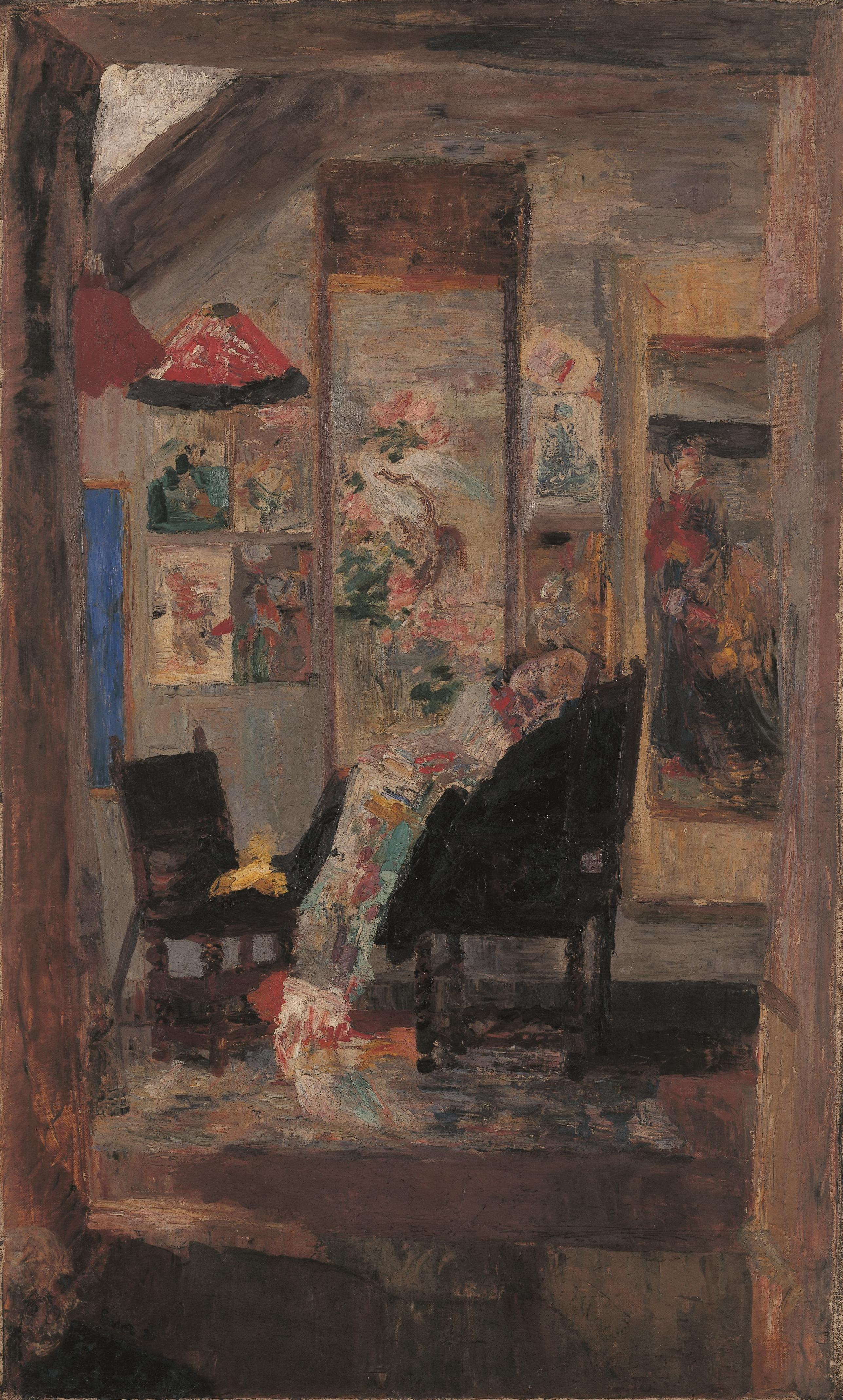
James Ensor, Squelette regardant Chinoiseries, 1885, acquis en 1995, conservé au Musée des Beaux-Arts de Gand.

## Soutien à projets
Outre l’acquisition d’éléments du patrimoine culturel, le Fonds du Patrimoine propose également via ses différents Fonds de mécénat un soutien à divers projets, qui peuvent aller de la restauration jusqu’à l’organisation de formations en passant par la valorisation du patrimoine.

## Accès en ligne
- Trésor d’Oignies
- Collection Thomas Neirynck
- Collection Van Herck
- Archives de H.M. Stanley
- Collection Catteau
- Collection Roberto Pozzo
- Collection de bas-reliefs de Marie-Louise Dupont